# 觀景樓公園 (喬治亞州)
觀景樓公園（英語：Belvedere Park）是位於美國喬治亞州迪卡爾布縣的一個人口普查指定地區。

## 地理
觀景樓公園的座標為33°44′56″N 84°15′35″W / 33.74889°N 84.25972°W，而該地最高點為海拔高度304米（即997英尺）。

## 人口
根據2010年美國人口普查的數據，觀景樓公園的面積為12.90平方千米，當中陸地面積為12.90平方千米，而水域面積為0.00平方千米。當地共有人口15152人，而人口密度為每平方千米1,174人。